# 新選組 戊辰戦争戦死者
本項では、新選組に所属した隊士のうち、戊辰戦争においての戦死者及び脱走者について列挙する。
戊辰戦争とは、1868年1月3日から1869年5月18日まで、長州や薩摩の官軍と、新選組を含む旧幕府軍が戦った戦いの事である。
新選組は鳥羽・伏見の戦い直前は148名を抱える大所帯であったが、江戸に帰還した時には116名まで人数を減らし、仙台に着く頃には48名に落ち込んだ。

## 鳥羽・伏見の戦い
- 宮川数馬（伏見で戦死）
- 和田重郎（伏見で戦死）
- 池田小三郎（伏見で戦死、淀もしくは甲州板戸で戦死とも）
- 吉村貫一郎（伏見で戦死、脱走とも）
- 正木織之助（戦いの直前に脱走）
- 中村吉六（戦いの直前に脱走）
- 森庵六之助（伏見で脱走、会津如来堂で戦死とも）

## 淀千両松の戦い
- 井上源三郎（淀千両松で戦死）
- 今井祐次郎（淀千両松で戦死）
- 諏訪市二郎（淀千両松で戦死）
- 桜井数馬（淀千両松で戦死）
- 小林峰太郎（淀で戦死、八幡とも）
- 真田四目之進（淀で戦死、伏見とも）
- 鈴木直人（淀で戦死、伏見とも）
- 古川小二郎（淀で戦死、伏見とも）
- 水口市松（淀で戦死、伏見とも）
- 田村大三郎（淀で戦死）
- 三品一郎（淀で戦死）
- 林小五郎（淀で戦死）
- 逸見勝三郎（淀で戦死）
- 本多太一郎（淀で脱走）
- 玉川将之助（淀千両松で脱走）

## 橋本の戦い
- 青柳牧太夫（橋本で戦死）
- 宿院良蔵（橋本で戦死）
- 坂本平三（橋本で戦死）
- 向館登（橋本で戦死）

## 大阪敗走
- 村上清（自刃）
- 三浦常次郎（病死）
- 鹿内主税（脱走）
- 辛島昇司（脱走）

## 船中
- 山崎丞（5日に淀千両松で負傷、13日に病死（異説あり））

## 江戸脱走者
- 市村辰之助（脱走後、1872年死亡）
- 斎藤清一郎（脱走後の消息は不明）
- 大石鍬次郎（脱走後、12月頃捕縛。1870年に処刑）
- 足立麟五郎
- 甘地一撰（淀で戦死とも言われている）
- 荒木信太郎
- 安藤勇次郎（脱走ではなく病死）
- 一色善之介
- 井上泰助（許可を得て脱退。日野に帰る。）
- 永倉新八（近藤と意見が合わず脱退。靖兵隊を結成し官軍に抵抗を続ける。）
- 原田左之助（靖兵隊に入隊するも突如脱退し彰義隊に入隊し上野戦争で戦死）
- 林信太郎（靖兵隊に入隊、その後久留米藩士に討たれる。）
- 前野五郎（靖兵隊に入隊）
- 中条常八郎（靖兵隊に入隊）
- 松本喜次郎（靖兵隊に入隊）

## 甲州・勝沼の戦い
- 加賀爪勝之進（3月6日に勝沼で戦死）
- 上原栄作（3月6日に勝沼で戦死）
- 岩崎一郎（3月6日に勝沼で脱走）

## 流山
- 近藤勇（4月11日に官軍に捕縛される。のち25日に斬首）

## 白河口の戦い
- 菊池央（閏4月25日に戦死）
- 伊藤鉄五郎（5月1日に戦死）
- 横山鍋二郎（5月1日に戦死）

## 母成峠の戦い
- 漢一郎（8月21日に戦死）
- 加藤定吉（8月21日に戦死）
- 木下巌（8月21日に戦死）
- 小堀誠一郎（8月21日に戦死）
- 鈴木練三郎（8月21日に戦死）
- 千田兵衛（8月21日に戦死）
- 近藤芳助（8月21日に新選組とはぐれる）

## 如来堂の戦い
- 斎藤一／山口二郎（脱出）
- 久米部正親（脱出後、仙台にて政府軍に降伏）
- 清水卯吉（戦死）
- 高橋渡（戦死）
- 高橋文次郎（戦死）
- 吉田俊太郎（脱出）
- 新井破摩男（脱出とも戦死とも）
- 池田七三郎（脱出）
- 小幡三郎（戦死）
- 志村武蔵（脱出）
- 河合鉄五郎（脱出）

## 仙台降伏
- 天野勝之進
- 近藤隼人
- 村上三郎
- 大町通南太郎
- 松本捨助
- 斎藤一諾斎

他、17名。

## 宮古湾海戦
- 野村利三郎（明治2年3月25日甲鉄奪取作戦において甲鉄艦上にて戦死）

## 箱館戦争
- 市村鉄之助（明治2年5月11日に土方の命により箱館を脱出）
- 蟻通勘吾（明治2年5月11日の箱館総攻撃において箱館山にて戦死）
- 粕屋十郎  (明治2年5月11日の箱館総攻撃において寒川にて戦死)
- 土方歳三（明治2年5月11日の箱館総攻撃おいて一本木関門にて戦死）
- 長島五郎作 （明治2年5月11日の箱館総攻撃において箱館山にて戦死）
- 津田丑五郎 （明治2年5月11日の箱館総攻撃において弁天台場にて戦死）
- 栗原仙之助 （明治2年5月11日の箱館総攻撃において弁天台場にて戦死）
- 乙部剛之進 （明治2年5月11日の箱館総攻撃において弁天台場にて戦死）